# Gerold Sewcharan
Gerold Sewcharan (Paramaribo, 1961/1962) is een Surinaams jurist en politicus. Hij slaagde als meester in de rechten in Leiden en werkt sindsdien als advocaat, eerst rond de vijf jaar in Nederland en sinds 2001 vanuit zijn eigen advocatenkantoor in Paramaribo. Hij is voorzitter van twee stichtingen die het doel hebben de rechtsorde en democratie in Suriname te verstevigen. Sinds 2018 is hij voorzitter van de nieuwopgerichte Partij voor Recht en Ontwikkeling (PRO). Tijdens de verkiezingen van 2020 was hij lijstduwer in Paramaribo. Tijdens de verkiezingen van 2025 stond hij op nummer 3 van de lijst van de A20, dat een samenwerkingslijst is van A20, DOE en de PRO.

## Biografie
Sewcharan werd geboren in Paramaribo en ging in 1986 naar Nederland voor een studie rechten aan de Rijksuniversiteit Leiden. Hier studeerde hij in 1995 af in burgerlijk recht. Vervolgens werkte hij rond de vijf jaar op het gebied van personen-, familie-, bestuurs- en strafrecht op een advocatenkantoor in IJsselstein.
In 2001 vestigde hij zich in Suriname. Een van zijn cliënten was Edgar Ritfeld die een van de vijfentwintig verdachten in het Decembermoordenproces was. Als enige verdachte had Ritfeld het proces verwelkomd omdat hij daarin zijn onschuld wilde aantonen. Na een lang proces werd hij eind november 2019 in eerste aanleg vrijgesproken. Sinds president Bouterse in hetzelfde proces veroordeeld werd tot twintig jaar gevangenisstraf, is volgens Sewcharan "de staatsrechtelijke legitimiteit van de invulling van het presidentschap door Bouterse ... volledig en direct komen weg te vallen." Hij verwijst hierbij naar artikel 92 van de Grondwet.
In 2003 richtte hij de Stichting voor de Rechtsorde in Suriname op, waarvan hij zelf voorzitter werd. De stichting richt zich op de verbetering van de kwaliteit van de rechtspraak. Daarnaast is hij voorzitter van de Stichting ter Versteviging van de Democratie van Suriname. Hij geeft de cursus strafprocesrecht voor de Beroepsopleiding voor de Advocatuur. Daarnaast is hij meermaals gevraagd om deel te nemen aan commissies van het ministerie van Justitie en Politie.
In 2017 werd hij door Curtis Hofwijks, Bryan Boerleider en Jennifer Wong Swie San van de protestbeweging Wij Zijn Moe(dig) benaderd voor juridische vragen. Hieruit ontstond een samenwerking en uiteindelijk richtten ze met nog enkele anderen de Partij voor Recht en Ontwikkeling (PRO) op, waarvan Sewcharan voorzitter werd. Tijdens de verkiezingen van 2020 was Sewcharan lijstduwer van de partij in het kiesdistrict Paramaribo. Hofwijks, Boerleider en Joan Nibte waren de politieke leiders. De partij verwierf echter geen zetels.
Tijdens de verkiezingen van 2025 stond hij op nummer 3 van de lijst van de A20, dat een samenwerkingslijst is van A20, DOE en de PRO. Na de verkiezingen werd hij benoemd tot lid van de Staatsraad.